# Pilumnoplax elata
Pilumnoplax elata är en kräftdjursart som först beskrevs av Alphonse Milne-Edwards 1880.  Pilumnoplax elata ingår i släktet Pilumnoplax och familjen Goneplacidae. Inga underarter finns listade i Catalogue of Life.